# Ли, Йонна
Йонна Ли (швед. Jonna Lee, полное имя Йонна Эмили Ли Нильсон (швед. Jonna Emily Lee Nilson), (3 октября 1981) — шведская певица и автор-исполнитель из Линчёпинга, Швеция, живёт и работает в Лондоне и Стокгольме. Является основателем и главным участником шведского аудиовизуального проекта iamamiwhoami.

## Биография
Йонна Ли родилась 3 октября 1981 года в Линчёпинге и выросла в небольшой шведской деревне живя с матерью. Уже с раннего возраста Йонна показала себя музыкально одаренным ребёнком, несмотря на то, что никто в её семье не занимался музыкой.
Ещё будучи подростком Йонна уезжает в Лондон искать для себя работу на музыкальном поприще. Она дебютирует в музыкальном бизнесе в возрасте 17-ти лет, когда дуэт, в котором она участвовала, выпустил свой первый альбом. Однако Ли вскоре покидает дуэт, чтобы начать сольную карьеру, научившись играть ещё на нескольких инструментах, которых было бы достаточно для того, чтобы претворить её творческие планы в жизнь.
Позже Ли переезжает обратно в Швецию, в Стокгольм, где становится частью местной стокгольмской андерграундной инди-сцены, при этом сохраняя контакты с Лондоном. В Стокгольме Ли стала писать свою собственную музыку, которую она распространяла через свой веб-сайт, пока не подписала весной 2007 года контракт со шведским инди-лейблом Razzia Records. В 2007—2009 гг. на этом лейбле она выпустила два своих альбома, однако позже рассталась с ним, основав свой независимый лейбл To Whom It May Concern в 2010 году.

## Музыкальная карьера
Она выпустила свой первый сольный альбом 10 Pieces, 10 Bruises на шведском лейбле Razzia Records 10 октября 2007 года и на японском лейбле P-Vine Records 4 июля 2008. Её первыми синглами стали Dried Out Eyes и And Your Love в дуэте с английским автором-исполнителем Эдом Харкуртом, который также спродюсировал три её песни на альбоме. Остальные же песни на её первом альбоме были спродюсированы в сотрудничестве с Клаэсом Бъёрклундом, играющим в английской брит-поп группе Travis. Вскоре состоялся релиз видеоклипа And Your Love, а сингл этой песни был выпущен 23 января в Скандинавии. В записи третьего сингла I Wrote This Song принимал участие барабанщик Supergrass Дэнни Гоффи (Danny Goffey), а сам сингл был записан в его доме в Гэмпшире, Англия.
В сентябре 2008 года Йонна выпустила мини-альбом This War с пятью песнями — демо к её второму альбому, ко всему прочему содержащему песню This Light, включенную в ротацию шведского радио несмотря на то что она не являлась синглом. Песня также присутствует и на альбоме.
В 2009 году второй альбом This Is Jonna Lee, спродюсированный ею совместно Клаэсом Бъёрклундом, появился на iTunes. Первый сингл из этого альбома получил название My High, а второй, Lake Chermain транслировался на шведском радио. Второй альбом, по словам Йонны, получился более откровенным и отличающимся от первого, но в музыкальном плане был связан с её предыдущими работами.
Среди сессионных музыкантов, приглашенных на запись This Is Jonna Lee, были Нил Примроуз (Neil Primerose) из Travis, Анника Норлин (Annika Norlin) из Hello Saferide и Андреа Келлерман (Andrea Kellerman) из Firefox AK.
За годы карьеры Ли также записала кавер-версии других исполнителей. Её первым известным кавером стала песня The District Sleeps Alone Tonight группы Postal Service, включенная в её дебютный сингл Dried Out Eyes. Позже, её версия песни The Killers Human привлекла внимание американских блогеров. В октябре состоялся релиз её кавера на песню Violent Playground группы Nitzer Ebb, играющей индастриал электро. Nitzer Ebb, в свою очередь, найдя этот кавер в интернете, опубликовали его и интервью с Йонной Ли на своем веб-сайте.
Кроме того, с 2009 Ли работала ведущей радио-концертов на радиостанции Sveriges Radio P3.

## Творчество

### Музыкальный стиль
Ранние проекты Йонны Ли были описаны как фолк-поп. Проект iamamiwhoami расценивался электронным музыкальным актом, в котором смешивались стили, включающие электропоп, синти-поп, арт-поп и авангард. Стили ionnalee, в основном, это электропоп, инди-поп и арт-поп.

### Влияния
Ли призналась, что на нее повлияли Kraftwerk, Cocteau Twins, Depeche Mode, Кристофер Нолан, Air и Вангелис. Также она отметила, что ей нравится слушать Blood Orange, Arca, Дени Вильнев, Chromatics, Four Tet, Björk, Todd Terje, Disasterpeace и Моцарта.
В молодости она называла своими любимыми альбомами Мадонну и Чаку Хан, принадлежавшие ее матери.

## Награды, отзывы критиков и признание
В мае 2009 альбом Йонны «This Is Jonna Lee» был выбран «Next Big Thing» на главной странице iTunes USA.
В марте 2010 Ли выступила на фестивале SXSW в техасском городе Остин. После этого выступления, в списке Next Big Sound (веб-сайта, занимающегося анализом статистики популярности музыкантов в интернете) она вошла в пятерку музыкантов по скорости добавления к ней в друзья поклонников в различных соцсетях.
В 2010 году Йонна Ли была номинирована в номинации «лучший автор-исполнитель» на Manifest Award.
Также, ряд музыкальных наград получил её проект iamamiwhoami.

## iamamiwhoami
В марте 2010 в интернете разгорелась весьма серьёзная дискуссия по поводу того, является Йонна Ли той самой девушкой из вирусных музыкальных видеоклипов, выложенных на YouTube каналом под загадочным названием iamamiwhoami, хотя менеджеры Ли утверждали, что ничего не знают об её участии в этом проекте. По сведениям rraurl.com
и MTV Brasil, режиссёром видеоклипа «о» является Виктор Кумлин, который также работал над клипом Ли Something So Quiet.
Вскоре Ли была неофициально идентифицирована как iamamiwhoami, когда на её канале был выложен клип «t». Также её лицо стало отчетливо узнаваемо на последующих видео и на фестивале Way Out West в Гётеборге, где она выступала. Проект был номинирован на различные награды, и, кроме того, получил премию Грэмми в номинации «инноватор года». В июне 2012 года под лейблом To Whom It May Concern через Co-Operative Music вышел дебютный альбом iamamiwhoami kin, где Йонна Ли значилась как продюсер и автор песен iamamiwhoami, тем самым подтверждая что она — iamamiwhoami (что к тому времени было уже известно). Вскоре, в августе 2012 Ли в интервью The Guardian сказала, что на тот момент «заново раскрывала себя в качестве iamamiwhoami», при этом упомянув, что она остается «прежней», но «открыла другие стороны самой себя».
В марте 2022 года Йонна анонсировала новый аудиовизуальный альбом iamamiwhoami Be Here Soon, который затем был выпущен 3 июня 2022 года.

## ionnalee
После значительного перерыва с момента релиза «Blue» в 2017 году Ли возвращается под псевдонимом ionnalee и открывающим новый виток ее творчества синглом «SAMARITAN». Видео к синглу выходит с пометкой «Сhapter 2», что дало поклонникам надежду на продолжение серии.
В ноябре 2017 Ли объявляет дату выхода нового альбома «Everyone afraid to be forgotten» — 16 февраля 2018 года.
В период с марта 2017 по февраль 2018 выходят синглы:
- «NOT HUMAN» (video — Chapter 6);
- «SIMMER DOWN» (без видео);
- «GONE» (video — Chapter 8);
- «DUNES OF SAND» (video — ionnalee; DUNES OF SAND live in Fivelstad — без номера главы);
- «JOY» (video — Chapter 5)

В феврале 2018 года Ли на личном и официальном аккаунтах лейбла «To whom it may concern.» объявляет о краудфандинговом сборе средств на предстоящий тур, посвященный выходу нового альбома. Необходимая сумма была собрана поклонниками творчества Йонны за пять дней при помощи платформы Kickstarter. Первым городом предстоящего гастрольного тура объявлен Лондон.
16 февраля 2018 года состоялся релиз аудиовизуального фильма — ionnalee; EVERYONE AFRAID TO BE FORGOTTEN (film), также свет увидел одноименный альбом.
В сентябре 2023 начинается краудфандинговый сбор средств под названием "GENERATE" на создание музыки и видео для нового альбома под псевдонимом ionnalee, запланированного к выходу в 2024 году. Сбор средств позволяет создавать новые работы, сохраняя при этом независимость Йонны Ли как артиста. В зависимости от суммы пожертвования участники получат награды, такие как ранний доступ к выходящей музыке, виниловые пластинки, фото и личные акварельные рисунки исполнительницы с автографом.

## Дискография

### Студийные альбомы
| Название                                                                      | Описание                                                                                            |
| Как Jonna Lee                                                                 | Как Jonna Lee                                                                                       |
| ----------------------------------------------------------------------------- | --------------------------------------------------------------------------------------------------- |
| 10 Pieces, 10 Bruises                                                         | - Дата выпуска: 10 октября 2007 - Лейбл: Razzia - Формат: CD, digital download                      |
| This Is Jonna Lee                                                             | - Дата выпуска: 25 февраля 2009 - Лейбл: Razzia - Формат: CD, digital download                      |
| Как ionnalee                                                                  | |
| Everyone Afraid to Be Forgotten                                               | - Дата выпуска: 16 февраля 2018 - Лейбл: To whom it may concern. - Формат: CD, LP, digital download |
| Remember the Future                                                           | - Дата выпуска: 31 мая 2019 - Лейбл: To whom it may concern. - Формат: CD, LP, digital download     |
| Close Your Eyes (версия на английском языке) Blund (версия на шведском языке) | - Дата выпуска: 13 сентября 2024 - Лейбл: To whom it may concern. - Формат: Digital download        |

### Концертные альбомы
| Название     | Описание                                                                                           |
| Как ionnalee | Как ionnalee                                                                                       |
| ------------ | -------------------------------------------------------------------------------------------------- |
| Konsert      | - Дата выпуска: 29 января 2021 - Лейбл: To whom it may concern. - Формат: CD, LP, digital download |

### Мини-альбомы (EP)
| Название                  | Описание                                                                                 |
| Как Jonna Lee             | Как Jonna Lee                                                                            |
| ------------------------- | ---------------------------------------------------------------------------------------- |
| This War EP               | - Дата выпуска: 24 сентября 2008 - Лейбл: Razzia - Формат: CD, digital download          |
| Как ionnalee              |                                                                                          |
| Isolation Live in Ödeshög | - Дата выпуска: 10 июля 2020 - Лейбл: To whom it may concern. - Формат: digital download |

### Альбомы-сборники
| Название     | Описание                                                                                         |
| Как ionnalee | Как ionnalee                                                                                     |
| ------------ | ------------------------------------------------------------------------------------------------ |
| Kronologi    | - Дата выпуска: 26 июня 2020 - Лейбл: To whom it may concern. - Формат: CD, LP, digital download |

### Синглы
| Название                                                                               | Год           | Альбом                          |
| Как Jonna Lee                                                                          | Как Jonna Lee | Как Jonna Lee                   |
| -------------------------------------------------------------------------------------- | ------------- | ------------------------------- |
| "Dried Out Eyes"                                                                       | 2007          | 10 Pieces, 10 Bruises           |
| "And Your Love" (featuring Ed Harcourt)                                                | 2008          | 10 Pieces, 10 Bruises           |
| "I Wrote This Song"                                                                    | 2008          | 10 Pieces, 10 Bruises           |
| "My High"                                                                              | 2009          | This Is Jonna Lee               |
| "Lake Chermain"                                                                        | 2009          | This Is Jonna Lee               |
| "Something So Quiet"                                                                   | 2009          | This Is Jonna Lee               |
| Как ionnalee                                                                           |               |                                 |
| "Samaritan"                                                                            | 2017          | Everyone Afraid to Be Forgotten |
| "Not Human"                                                                            | 2017          | Everyone Afraid to Be Forgotten |
| "Simmer Down"                                                                          | 2017          | Everyone Afraid to Be Forgotten |
| "Gone"                                                                                 | 2017          | Everyone Afraid to Be Forgotten |
| "Dunes of Sand" (with Jamie Irrepressible)                                             | 2018          | Everyone Afraid to Be Forgotten |
| "Joy"                                                                                  | 2018          | Everyone Afraid to Be Forgotten |
| "Work"                                                                                 | 2018          | Everyone Afraid to Be Forgotten |
| "Blazing"                                                                              | 2018          | Everyone Afraid to Be Forgotten |
| "Open Sea"                                                                             | 2019          | Remember The Future             |
| "Some Body"                                                                            | 2019          | Remember The Future             |
| "Remember the Future"                                                                  | 2019          | Remember The Future             |
| "Matters" (with Zola Jesus)                                                            | 2019          | Remember The Future             |
| "Paramount"                                                                            | 2019          |                                 |
| "Machinee"                                                                             | 2020          |                                 |
| "summer never ended the damage was all mine" "sommaren är min och jag kommer tillbaka" | 2021          | Close your eyes / Blund         |
| "innocence of sound" "allting vill rinna ut i sand"                                    | 2024          | Close your eyes / Blund         |
| "la la love" "la la love" (Swedish version)                                            | 2024          | Close your eyes / Blund         |
| "not your cherry" "ett minne"                                                          | 2024          | Close your eyes / Blund         |

### В качестве приглашённого исполнителя
| Название                                              | Год  | Альбом                                            |
| ----------------------------------------------------- | ---- | ------------------------------------------------- |
| "What It Takes" (как Jonna Nilsson)                   | 2004 | Babylonsjukan: Original Motion Picture Soundtrack |
| "Violent Playground"                                  | 2009 | There's a Razzia Going On, Volume 2               |
| "Genesarets sjö" (при участии Tungorna, как ionnalee) | 2019 | Baby                                              |

### Ремиксы
| Название                                     | Год  | Исполнитель |
| -------------------------------------------- | ---- | ----------- |
| "The Ceremony of Innocence" (ionnalee remix) | 2018 | Moby        |

### Альбомы в проекте iamamiwhoami
- Bounty (2010–2011; compiled in 2013)
- In Concert (2010)
- Kin (2012)
- Blue (2014)
- Concert in Blue (2015)
- Be Here Soon (2022)